# Museo de Historia de la Peluquería
El Museo de Historia de la Peluquería es un museo ubicado en Barcelona (España).

## Colección Raffel Pagès
Desde el año 2000, el Museo de Historia de la Peluquería, ubicado en Barcelona, ha orientado la parte principal de su actividad a la conservación del patrimonio histórico relacionado con la historia y el oficio de la peluquería. Se trata de piezas coleccionadas por el estilista Raffel Pagès a lo largo de 35 años provenientes de todas partes del mundo. El museo cuenta con más de 5000 utensilios, así como con más de 2000 libros, lo que lo convierte en la colección y en la biblioteca específica más completa e importante del mundo.

## La Colección
En la colección pueden contemplar piezas que datan desde la prehistoria hasta nuestros días. Todo lo relacionado con el cabello y con la profesión. Utensilios que desde años prehistóricos, han sido indispensables para cualquier tratamiento del cabello y de la barba. Están expuestos los primeros cortantes de la Edad de Piedra y de la edad de hierro; las primeras navajas y algunas piezas que han dado lugar a las primeras tijeras. También forman parte de la colección peines de diferentes materiales, como concha de tortuga o madera, pertenecientes a diferentes lugares geográficos y épocas. 
Desde Egipto hasta Grecia, destacan algunos utensilios asociados a la belleza femenina como espejos, perfumadores, agujas para recogerse los cabellos, etc. A partir de la Edad Media sobresalen nuevas herramientas, que marcan la tendencia que sucede a este periodo, como los curiosos sapoudreurs que servían para empolvar las grandes y monumentales pelucas. Resalta, la parte de la muestra que incluye piezas artesanales creadas durante el imperio napoleónico; pulseras, gemelos, broches y verdaderos cuadros realistas construidos y cosidos con auténticos cabellos. Para los más curiosos, la colección también cuenta con cabellos de personajes famosos como los de Napoleón Bonaparte, Elvis Presley, Marilyn Monroe y John Lennon, entre otros.
El aparato más emblemático y representativo dirigido al secado del cabello que sustituyó al aire natural y al calor del sol es el secador de pelo tanto de casco como de mano. Para la ondulación y rizado del cabello, la colección cuenta con una extensa selección que va desde las más antiguas tenacillas con sus hornillos, hasta los aparatos de permanente calientes y tibios. Destacamos algunas piezas, cuyos mecanismos de funcionamiento son más particulares, como por ejemplo los secadores de cuerda, de manivela o de alcohol, así como las tenacillas calentadas con alcohol. 
La evolución del cuidado del cabello también ha estado marcada por productos capilares dirigidos a hombres y/o a mujeres, por ello, el museo también conserva algunos de los primeros productos, creados por diferentes marcas, entre ellos; lociones, champús, brillantinas, tintes, etc. y las respectivas publicidades.

## La Biblioteca de la Colección
Existe una rica y completa documentación bibliográfica sobre los peluqueros más relevantes de la historia, desde el primer promotor de la peluquería-barbería, Licinus Mena, hasta las figuras más relevantes del oficio de nuestros días, sobre la historia y la evolución de la peluquería en diferentes zonas geográficas, catálogos que ilustran las primeras promociones de los originarios utensilios y aparatos, revistas nºs 1, moda e indumentaria, perfumería y cosmética.